# Peromyscus gossypinus
Peromyscus gossypinus is een zoogdier uit de familie van de Cricetidae. De wetenschappelijke naam van de soort werd voor het eerst geldig gepubliceerd door Le Conte in 1853.

## Voorkomen
De soort komt voor in de Verenigde Staten.